# Vance K
Vance K（ヴァンス・K、1964年11月16日 - 、男性）は日本で活動しているラジオDJ、ナレーター、ウクレレプレーヤー。
自ら率いる Vance K Bandではリードボーカル、ウクレレを担当、作詞作曲もこなす。ハワイ州出身、アメリカ国籍の日系4世である。

## 人物
- 両親は日系アメリカ人。
- 1985年から8年間、ハワイ島ヒロにあるFMラジオ局KKBGで番組を担当、DJとしてのキャリアを築く。
- 1989年にはイースト・ハワイ地区においてレーティング1位のDJとして活躍、 さらにハワイ島においてもレーティング（ナイト・ディスク・ジョッキー部門）で1位を獲得する。
- 日本の大学主催のサマースクール短期留学をきっかけに日本に移住。ハワイ州出身のバイリンガルDJとして、日本でのキャリアをスタート。
- 小学校でウクレレの授業があったことから、10歳から弾き始める。
- 2005年からウクレレの講師としても活動。2012年には自身のウクレレスクール「Ukulele Ohana」をオープン。現在は渋谷校、横浜校でハワイアンミュージックや自身のバンドの曲を教えている。
- 毎日ジムに通い体を鍛える。ボディボードやバスケットボールを楽しむスポーツマン。

## 現在のレギュラー活動

### ラジオ番組
- interfm
  - Find Your Music!（午前バージョン）
- アール・エフ・ラジオ日本
  - SWEET!!（水曜のみ）

### CMナレーション
- Hawaii Water

### 雑誌コラム
- Hula Le'a「Alohaスピリット」

### ウクレレ講師
- Vance K Ukulele Ohana主宰

## 過去のレギュラー活動

### ラジオ番組
- interfm
  - Super Studio
  - Vance K Inter FM Countdown 20
  - Billboard Best of Pops
  - Midday Jam
  - Tokyo Board Wild
  - Weekend Cruise
  - Midday Magic
  - Paradise Drive
  - The Vance K Show
- FMヨコハマ
  - Ocean Diner Vance K Show
  - Morning Island
  - Friday Morning Magic
  - Sunday Morning Mix
  - Weekend Morning Magic
  - Morning Magic、Smilin’! Groovin’!
- Kiss FM KOBE
  - Kobe Nite Cruise
  - Hawaiian Connection
  - Hawaiian Breeze
- RADIO-i
  - Night Jam
  - Surf Zone
  - Coconuts Drive
  - Midnight Surf
  - Aloha Brunch
- TOKYO FM
  - Sunset Mix
  - Magic Live–Songs of Eternity–
  - Play That iTunes Music

### 機内放送
- 105.2Paradise FM（ANA 国際線オーディプログラム）
- ホノルルマラソン（JAL 国際線ビデオプログラム・英語版ナレーション）

### テレビ番組
- Top Music Ex（NHK BS2）

## その他、ナレーション・司会など
- Berlitz Word Master、Popular Music File（USEN）
- あなたのジュークボックス（ニッポン放送インターネットラジオ）
- マスターズ・トーナメント（DVDナレーション）
- 日本プロバスケットボールリーグ 東京アパッチ（アリーナDJ）
- ケアリイ・レイシェル来日コンサート（司会）
- Na Hiwahiwa O Hawaii Festival（司会）
- 真夜中の天国 ハワイアン・クリスマス（NHK BS2）
- SMAP×SMAP（関西テレビ・フジテレビ）
- 東京ディズニーリゾート パレード（ナレーション)